# インターリング
インターリング（Interlingue、旧称オクツィデンタルOccidental）は、エストニアの海軍士官であり教師でもあった、エドガー・フォン・ヴァール（Edgar von Wahl）により作られ、1922年に発表された人工言語である。
旧称の「オクツィデンタル」は「西洋の」という意味であるが、これはこの言葉が、当時国際共産主義の言葉だとみなされていたエスペラントに汎ヨーロッパの立場から対抗する形で提唱されたためである。

## 歴史と概要
この言語はオクツィデンタルとして、西ヨーロッパ系言語のうち、語形に多くの特徴を持つ共通の語形を反映して、慎重に考案された。設計は、動詞の不定詞から派生名詞と形容詞に変換するための、いくつかのルールを決めることで完了した。その結果、西ヨーロッパ系言語のいくつかの言語を理解する話者にとって、比較的容易に理解することが可能な言語となった。
簡素にまとめられた文法のおかげで、第二次世界大戦の途中までの10年間に広く流行し、エスペラント、ヴォラピュク、イド語につぎ4番目に人気のある人工言語になると評価された。とはいえ、この言語はヨーロッパ中心の哲学で構築されたので、それ以外の地域での流行を妨げる要因ともなった。
オクツィデンタルは第二次世界大戦後も生き残り、1948～1949年の間にインターリングと改名された。しかし、1950年代（特に後半）に台頭した、競合するより自然な言語プロジェクト（インターリングアinterlingua）の影響により、衰退しつつある。1999年には、インターリング協会（Interlingue Union）からAdressariumが出版された。これには16ヶ国の29名が掲載されている。

## 文学
ほとんどの西洋文学のテキストは、オリジナルと翻訳の両方で、「Cosmoglotta」に掲載されている。 他のテキストはジャーナル「Helvetia」に掲載されており、その他のテキストはそれ程のものではないが本の形で出版されている。

### インターリングでの筆記例
"Interlingue es un Lingue international, quel es iniciat del baltogermano Edgar von Wahl. Il presentat su projecte in 1922 in un litt revúe, quel il intitulat "Kosmoglott" e self editet in Reval, hodie Tallinn (Estonia)."
日本語翻訳：「インターリングはバルト系ドイツ人エドガー・フォン・ヴァールが始めた国際語。1922年に彼がそれをレバール（現在のタリン）で自己出版のKosmoglottという小さい雑誌で紹介をした。」
主の祈りの訳。
| Patre nor, qui es in li cieles, Mey tui nómine esser sanctificat, mey tui regnia venir. Mey tui vole esser fat qualmen in li cieles talmen anc sur li terre. Da nos hodie nor pan omnidial, e pardona nor débites, qualmen anc noi pardona nor debitores, E ne inducte nos in tentation, ma libera nos de lu mal. Amen. |